# David Saranga
David Saranga (n. 18 februarie 1964, Tel Aviv, Israel) (ebraică: דוד סרנגה) este un diplomat israelian, directorul secției de diplomație digitală din Ministerul de Externe al Israelului. Între 2018-2022  a fost ambasadorul Israelului în România. Pe lângă ebraică, el mai vorbește fluent limbile engleză și română.
Născut la Tel Aviv în 1964, David Saranga este absolvent al Universității Ebraice din Ierusalim. El a fost consilier principal pentru afaceri externe al președintelui statului Israel, Reuven Rivlin, și fost șef al secției de legătură cu Parlamentul European la ambasada Israelului la Bruxelles. Înainte de aceasta, a fost consul pentru mass-media și afaceri publice al Israelului în Statele Unite. În această calitate Saranga a fost responsabil pentru imaginea Israelului în Statele Unite și a fost persoana de legătură a Israelului cu presa americană. The Jewish Chronicle l-a descris ca fiind „Omul ale cărui campanii au adus un "rebranding" al Israelului.” Inițiativa lui Saranga de a invita revista Maxim în Israel a generat dezbateri cu privire la definiția diplomației publice. Prof. John H. Brown de la Universitatea Georgetown a descris această inițiativă ca fiind primul eveniment dintr-un nou domeniu al diplomației publice. Saranga a fost primul diplomat care a implementat inițiative guvernamentale Web 2.0, inclusiv primul blog oficial al unei țări, o pagină MySpace, canal YouTube, pagina Facebook și un blog politic.

## Publicații
- Essay: If dialogue is a crime, we are all guilty, Jerusalem Post, Published April 16, 2009.
- The Israel-Gaza war, by the numbers, New York Daily News, Published January 9, 2009.
- Promoting Israel in a Downturn[nefuncțională]
, The Jewish Week, Published December 17, 2008.
- ‘Dance,’ he told him, ‘dance’, Ynet News, Published September 22, 2008.
- Understanding Israel’s Painful Decision, The Jewish Week, Published July 9, 2008.
- El plan saudí y la seguridad de Israel, Embajada de Israel, March 2002.